# Speculoos

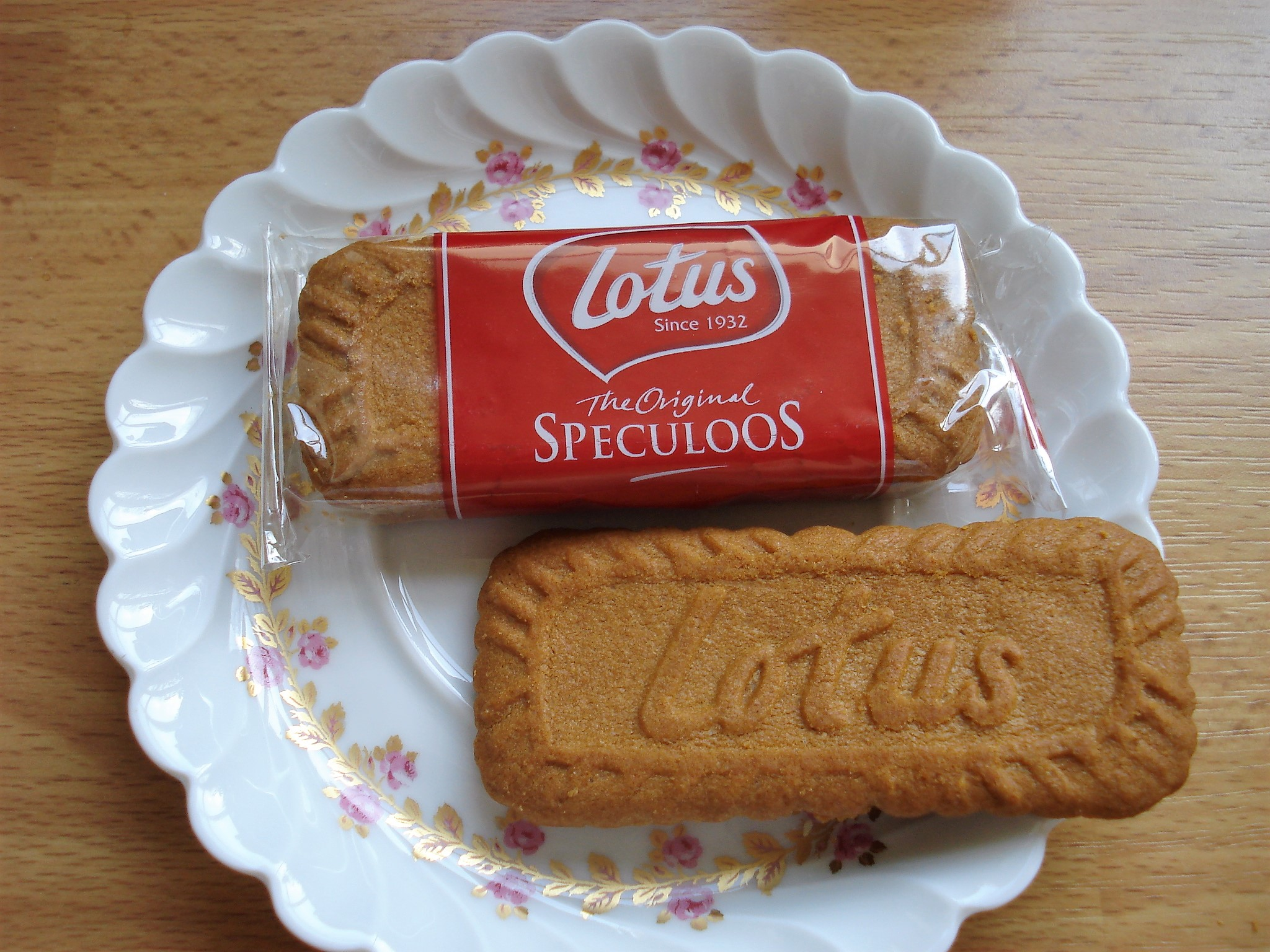

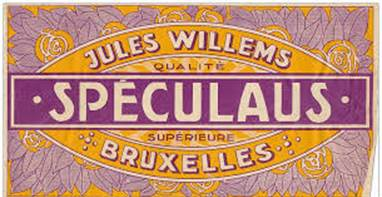
De 19e-eeuwse Vlaamse naam voor speculaas, speculaus, verwerd in de 20e eeuw in Brussel tot het belgicisme 'speculoos'

Speculoos is een koekje dat in België en Nederland wordt gegeten. Hoewel de naam lijkt op die van speculaas, is speculoos een ander product.
Deze van oorsprong Belgische koekjes worden gemaakt zonder het specerijenmengsel dat in speculaas gebruikt wordt, de koekkruiden. Hoogstens wordt er kaneel toegepast.
Speculoos is het hele jaar door verkrijgbaar. Bij het sinterklaasfeest is het een van de lekkernijen die gegeven wordt, veelal in de vorm van Sinterklaas of Piet.

## De naam speculoos
Het woorddeel -loos in speculoos zou volgens sommige interpretaties staan voor zonder de speculaaskruiden. Een andere verklaring is dat de oorsprong ligt bij bakkers uit Oost- en West-Vlaanderen die zich te Brussel vestigden en de Vlaamse spellingsvariant speculaus meebrachten, wat later het belgicisme speculoos opleverde. Weer anderen zeggen dat speculoos gebaseerd is op het Franse woord voor speculaas, ‘spéculos’. Zo was het koekje dan ook opgenomen in de Larousse Gastronomique uit 1934.
In Duitsland wordt speculoos als Karamellgebäck verkocht. Bij warme bakkers in Vlaanderen en Wallonië zal men rond de eindejaarsfeesten (van Sint-Maarten tot Driekoningen) ook de traditionele gekruide speculaas vinden, met een aandeel roggemeel, ruwe rietsuiker, boter en kruiden.

## Ingrediënten
De reden dat deze koekjes zonder specerijen werden gemaakt was dat de specerijen in België heel duur waren. In Nederland, met zijn koloniën in het begin van de twintigste eeuw, waren de specerijen goedkoper.
De hoofdingrediënten van speculoos zijn tarwebloem, kandijstroop (van bietsuiker) en soms kaneel. Er komt ook vetstof aan te pas, zoals boter of plantaardige olie. Omdat plantaardige vetten industrieel worden gemaakt door hydrogenatie, kunnen ze transvetzuren bevatten.

## Fabrikanten
Enkele grotere fabrikanten van speculoos zijn:
- Lotus Bakeries.[9] Deze fabrikant leverde de koekjes individueel verpakt aan de horeca.[10] In 2020 besloot het bedrijf de naam van het koekje internationaal te veranderen in Biscoff, samentrekking van biscuit with coffee.[11]
- Speculoos Camelia
- Vermeiren Princeps[7][12]
- Aerts[7]
- Crumuli[7]

## Vernoeming
- SPECULOOS, een backroniem van Search for habitable Planets EClipsing ULtra-cOOl Stars, is een sterrenkundig project van onder meer de Universiteit Luik. Doel is aardachtige exoplaneten te vinden rond ongeveer 1000 kleine zwakke sterren. Het project is als zogenaamd backroniem vernoemd naar het Belgische koekje.[13]
- Speculoos bier
- Speculoospasta